# ARO (Handelsmarke)
aro ist eine Handelsmarke und Eigenmarke des deutschen Großhandelsunternehmens Metro Cash & Carry International GmbH. Sie wird in Deutschland in den 104 Metro-C&C-Großhandelsmärkten angeboten. Da die Metro ursprünglich für Wiederverkäufer gedacht ist, tauchen aro-Produkte vermehrt auch im Angebot von kleinen Einzelhandelsgeschäften wie z. B. Kiosken auf. Die Eigenwerbung der Metro für die Marke aro dagegen richtet sich gezielt an Gastronomiebetriebe.

## Verpackung
aro-Produkte werden sowohl in für Privathaushalte üblichen Größen, als auch in Großpackungen, wie sie in Bereich der Gastronomie üblich sind, angeboten. Alle Produktverpackungen sind wie bei Handelsmarken üblich in dem gleichen schlichten Design gehalten. Der Markenname aro steht in gelben Kleinbuchstaben auf einem dunkelblauen Rechteckslogo, an das unten eine von einer schmalen weißen Linie unterbrochene rote Unterstreichung angefügt ist, die einem Häkchen ähnelt, mit dem man gute oder erledigte Dinge kennzeichnet. Der Name des jeweiligen Produkts steht in wesentlich größeren hellblauen Druckbuchstaben darunter, weitere Produktangaben in Dunkelblau. Bei vielen Artikeln sind zusätzlich Fotos des Inhalts oder von Verarbeitungsstufen des Produkts abgebildet, beispielsweise eine blühende Rapspflanze bei Rapsöl, sowie in geringem Maße andere Designelemente. Zutatenlisten, Nährstofftabellen etc. sind in Dunkelblau aufgedruckt. Die übrige Grundfläche ist immer weiß.

## Marktsegment
Die aro-Produkte werden wie bei Handelsmarken üblich im Niedrigpreissegment angeboten. Die Preise haben überwiegend genau die gleiche oder eine sehr ähnliche Höhe wie Handelsmarken im Einzelhandel und Eigenmarken von Discountern.
Unter dem Markennamen aro werden über 550 Food- und über 300 Non-Food-Artikel angeboten. Zu den Non-Food-Artikeln zählen Schreibwaren und Drogeriewaren, aber auch Geschirr und einfache Elektrogeräte. Im Drogeriesortiment sind beispielsweise große Kanister verschiedener Reinigungsmittel stark vertreten.